# Skissernas museum

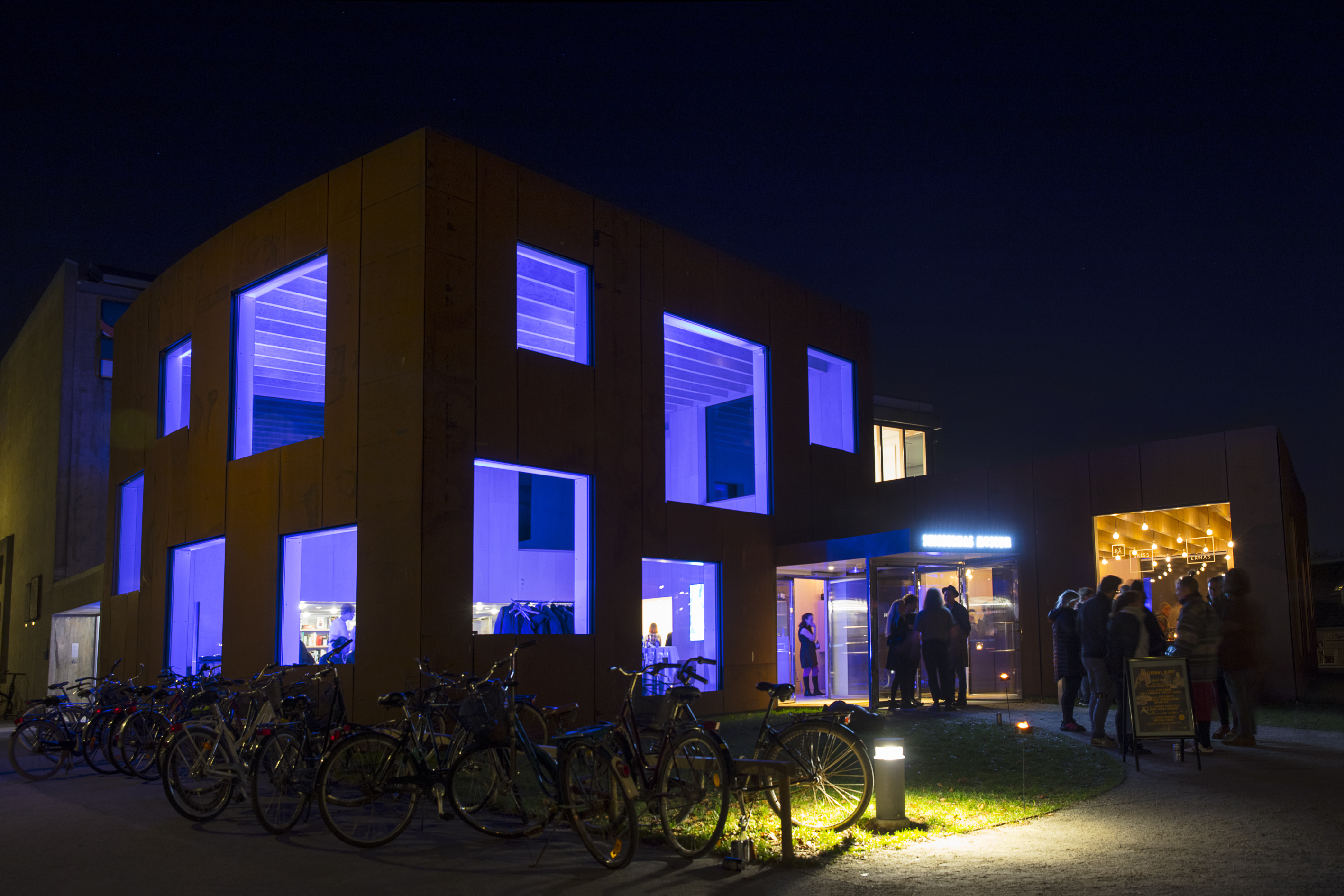
Skissernas museum under Skissernas night 2019.

Internationella salen.

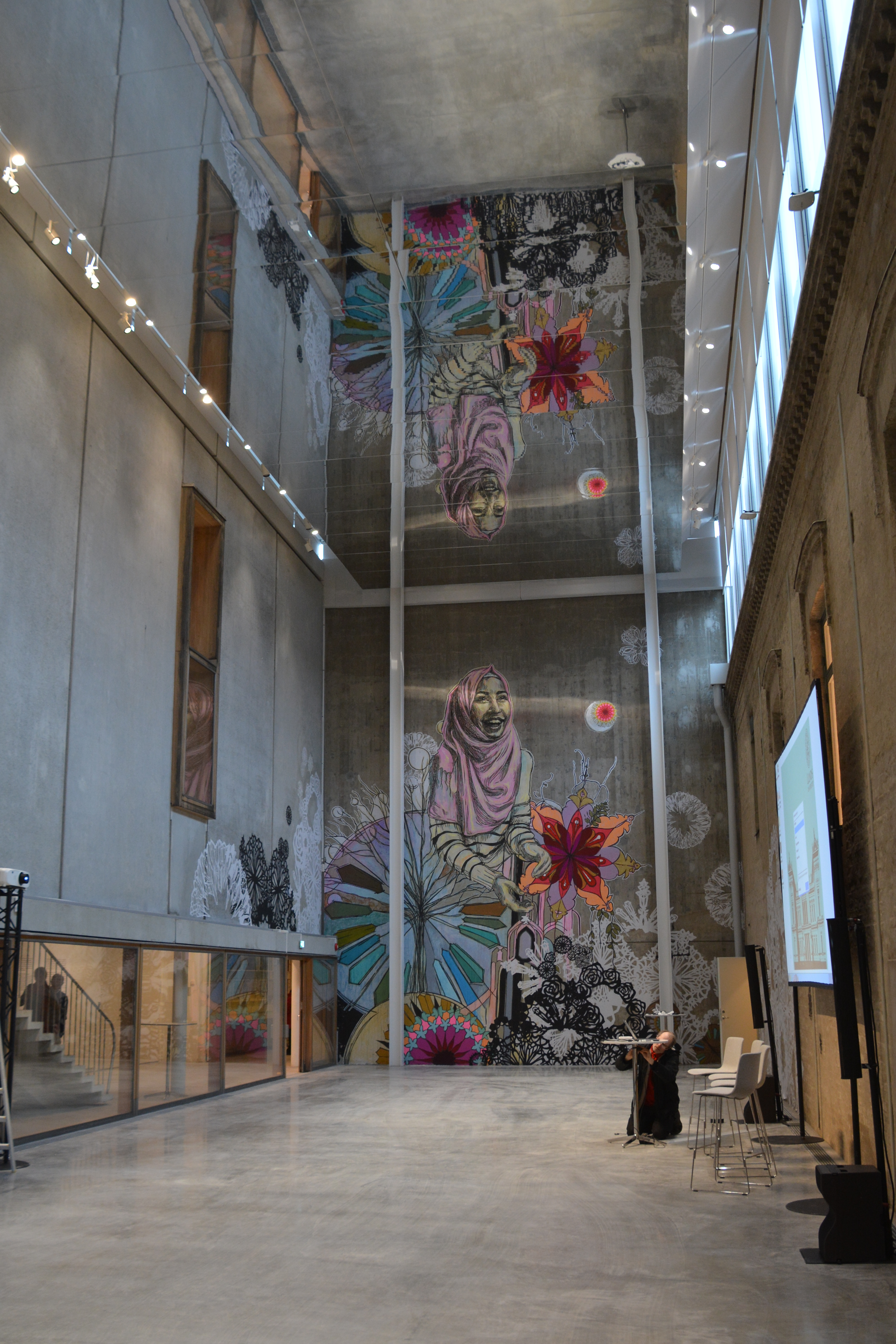
Birgit Rausings sal.

Skissernas museum – Museum of Artistic Process and Public Art  är ett museum i Lund. Det ingår i Lunds universitet och är ett unikt konstmuseum med fokus på den konstnärliga kreativa processen. Här finns världens största samling av skisser, modeller och förlagor till svensk och internationell offentlig konst.

## Bakgrund
Skissernas Museum grundades 1934 av professor Ragnar Josephson vid Institutionen för konsthistoria vid Lunds universitet under namnet Arkiv för dekorativ konst. Ragnar Josephson ville skapa ett arkiv för den konstnärliga processen, vilket skulle utgöra en central del i den konstvetenskapliga forskningen vid universitetet. Det som idag benämns platsspecifik och offentlig konst kallade Josephson för "monumentalskulptur" och "monumentalmåleri", eller dekorativ konst.
Arkivet skulle dokumentera ett konstverks väg från idé till färdigställt verk. Eftersom offentlig konst ofta kräver många förstudier, ansåg han att den lämpade sig särskilt väl till arkivet. Josephson hade under lång tid intresserat sig för den skapande processen. Hösten 1933 höll Georg Pauli ett föredrag om monumentalmåleri på Skånska konstmuseum i Lund, där han sade att ”en inventering borde göras nu med detsamma av vårt monumentalmåleri, innan det blir för sent”. Josephson gav strax efter Paulis uppmaning sina studenter i uppdrag att under jullovet göra en inventering av den offentliga konsten på sina hemorter. Till detta fick de tio kronor var för att köpa med sig vykort av den offentliga konsten. Resultatet blev ett bildarkiv som fyllde flera skokartonger, vilket utgjorde grunden till det som senare skulle bli Skissernas museum.
Museets konstsamling grundlades 1934 med Prins Eugens donation av 19 skisser och följdes snart av ett stort skissmaterial av Georg Pauli. Utkast till konst av andra svenska konstnärer, som Einar Forseth och Isaac Grünewald, tillkom, och redan i december 1934 hade arkivet vuxit till att omfatta 500 skisser. Det fortsatte att växa med flera hundra skisser i månaden. Verken fick till att börja med utställas i Universitetshuset. År 1941 upplät universitetet en gymnastiksal från 1892, som tillhört ett nedlagt lärarinneseminarium. Denna blev museets första lokal och blev senare Internationella salen.
| ”                  | Hösten 1934 bildade jag vid Lunds universitet Konstmuseum Arkiv för dekorativ konst. Avsikten var att från betydande nordiska konstnärer, målare och skulptörer, verksamma särskilt inom monumentalkonsten, samla skisser och förberedande utkast till de större fasta verk som de fullbordat på vägg eller mark. | „ |
| – Ragnar Josephson | |   |

## Lokalerna
Skissernas museum är inrymt i ett flertal sammanbyggda byggnadskroppar utmed Finngatan och Sölvegatan:
- Gymnastikbyggnaden för Småskolelärarinneseminariet i Lund från 1892 vid Finngatan var museets första permanenta lokal. Arkiv för dekorativ konst disponerade lokalerna från 1938 och kunde 1941 där öppna sin första utställning. Ingången till museet var från väster, där ingången till Internationella salen finns idag.

- En stor tillbyggnad, som Hans Westman 1944 fick i uppdrag att göra ritningar för. Förslaget godkändes av universitetsstyrelsen, men på grund av det var omöjligt att få byggnadstillstånd vid tiden under och efter kriget kunde tillbyggnaden inte göras. I stället köpte Ragnar Josephson nio utrangerade armébaracker från Revingehed, och dessa sammanfogades 1949 av Westman med det befintliga huset.

- År 1959 fick Hans Westman i uppdrag att återigen bygga ut museet, och då tillkom det som idag kallas "Svenska salen". Då tillkom också betongfasaden mot Finngatan. I den råa betongen kan man se ådringen och skarvarna från brädorna i gjutformen. Svenska salen har en hög takhöjd för att kunna rymma de stora utkasten till monumentala konstverk. En gångbro i takhöjd gör att besökarna kommer nära dessa konstverk i ett annat perspektiv.

- På 1970-talet hade museet övertagit hela grannbyggnaden i hörnet Sölvegatan/Finngatan, som varit lokaler för Institutionen för statistik och matematik vid Lunds universitet, och ursprungligen byggts som skolhus för lärarinneseminariet, ritat av Carl Andrén och uppfört 1921.

- En tillbyggnad i tre våningsplan, som blev färdig 1988, uppfördes vid det tidigare skolhuset mot Sölvegatan efter ritningar av Karl Koistinen och Göran Hellborg i samarbete med skulptören Sivert Lindblom i utformningen av fasaden mot gatan. I denna inreddes skulptursal, bibliotek och fotoateljé.

- Armébarackerna som hade använts som provisorium i 50 år revs, och en huskropp med ett stort fönster mot skulpturparken uppfördes 2001–05. Den ritades av Johan Celsing, som tillsammans med landskapsarkitekten Birre Skoglund vunnit en tävling med förslaget "Vid park". Därmed skapades också en långsmal innergård.

- Arkitektkontoret  Elding Oscarson vann 2014 Statens fastighetsverks arkitekttävling om en ytterligare tillbyggnad västerut mot parken, vilken ansluter till den tidigare entrén och som innehåller ny reception, museibutik, restaurang.[5] I projektet, som genomfördes 2015–17, ingick också en inbyggnad av museets innergård, vilket skapade möteslokalen Birgit Rausings sal med väggar mot fyra av museets byggnadskroppar.[6] Den vann Kasper Salin-priset 2017.[7]

## Samlingar
Idag finns i museets samlingar omkring 30 000 skisser och modeller utförda i olika material och tekniker. Närmare 1 000 konstnärer från 30 olika länder finns representerade och nya tillkommer ständigt. Konstnärer som Sonia Delaunay, Siri Derkert, Diego Rivera, José Clemente Orozco, Henri Matisse, Elli Hemberg, Fernand Léger, Sigrid Hjertén, Christo och Jeanne-Claude, Prins Eugen, Amédée Ozenfant, Isaac Grünewald, Jean Dubuffet, Henry Moore, Barbro Bäckström, Maria Miesenberger och Ann Edholm är representerade.
År 1936, två år efter att de första skisserna förvärvades, erhöll museet ett statsanslag och då beslutades att insamlandet inte skulle begränsas till Sverige utan inkludera hela Norden. Senare började man också med att samla in skisser och modeller som härstammar från länder utanför Norden. Under 1960-talet förvärvades stora delar av museets franska samling, till stor del av dåvarande museichefen Gunnar Bråhammar i samarbete med Viveka Bosson.

## Utställningar
Skissernas museum har både basutställningar och tillfälliga utställningar. De permanenta utställningarna finns i Internationella salen i det museets ursprungliga gymnastiksalsbyggnad, i Svenska salen i Hans Westmans utbyggnad, den Mexikanska samlingen i trapphall och rum i institutionsbyggnaden och rummet Konstverkets födelse i Karl Koistinen och Göran Hellborgs utbyggnadsdel mot Sölvegatan. En basutställning om minnesmärken öppnades 2017.

## Utmärkelse
Skissernas museum utsågs till Årets museum 2019.

## Skulpturparken
Utanför museet, mot universitetsbiblioteket, finns ett 20-tal skulpturer och skisser till skulpturer.

## Museichefer
- Ragnar Josephson 1934–1966
- Gunnar Bråhammar 1966–1988
- Jan Torsten Ahlstrand 1989–2005
- Elisabet Haglund 2005–2011
- Patrick Amsellem 2011–2020
- Annie Lindberg 2023–

## Bildgalleri

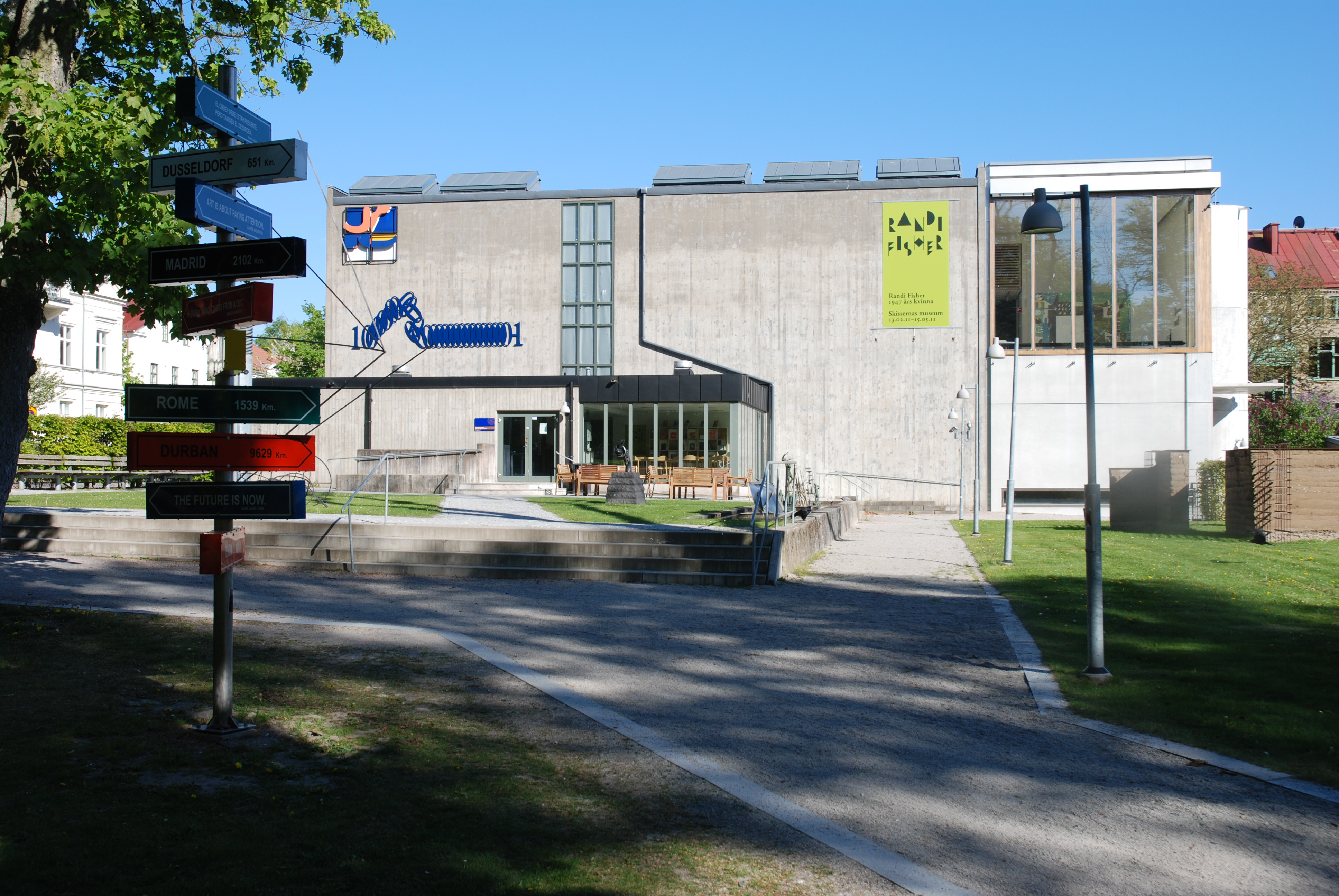
Entrén före utbyggnaden 2017, med Hans Westmans tillbyggnad till vänster och Johan Celsings till höger
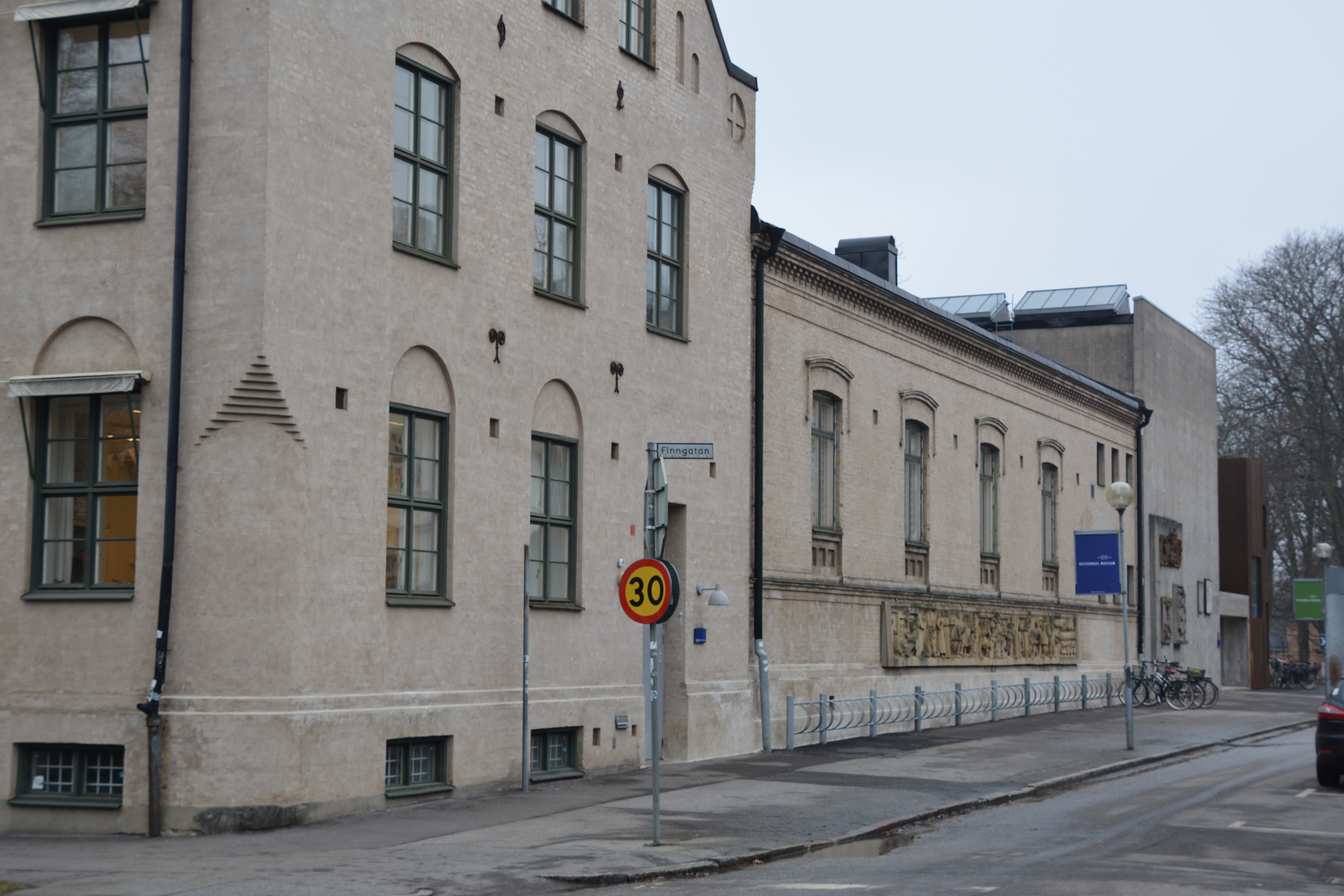
Fasaderna mot Finngatan, sedda från Sölvegatan
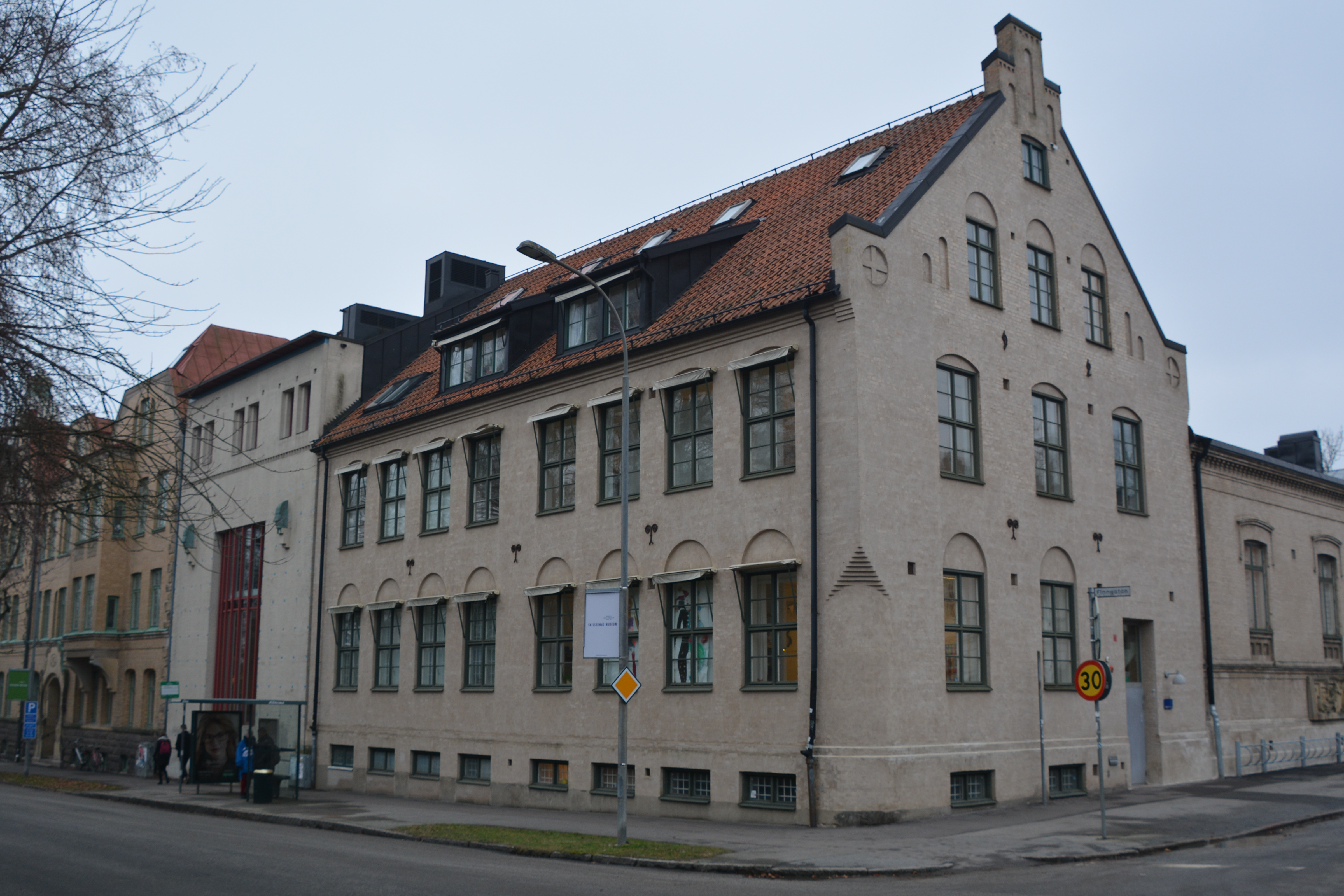
Fasaderna mot Sölvegatan
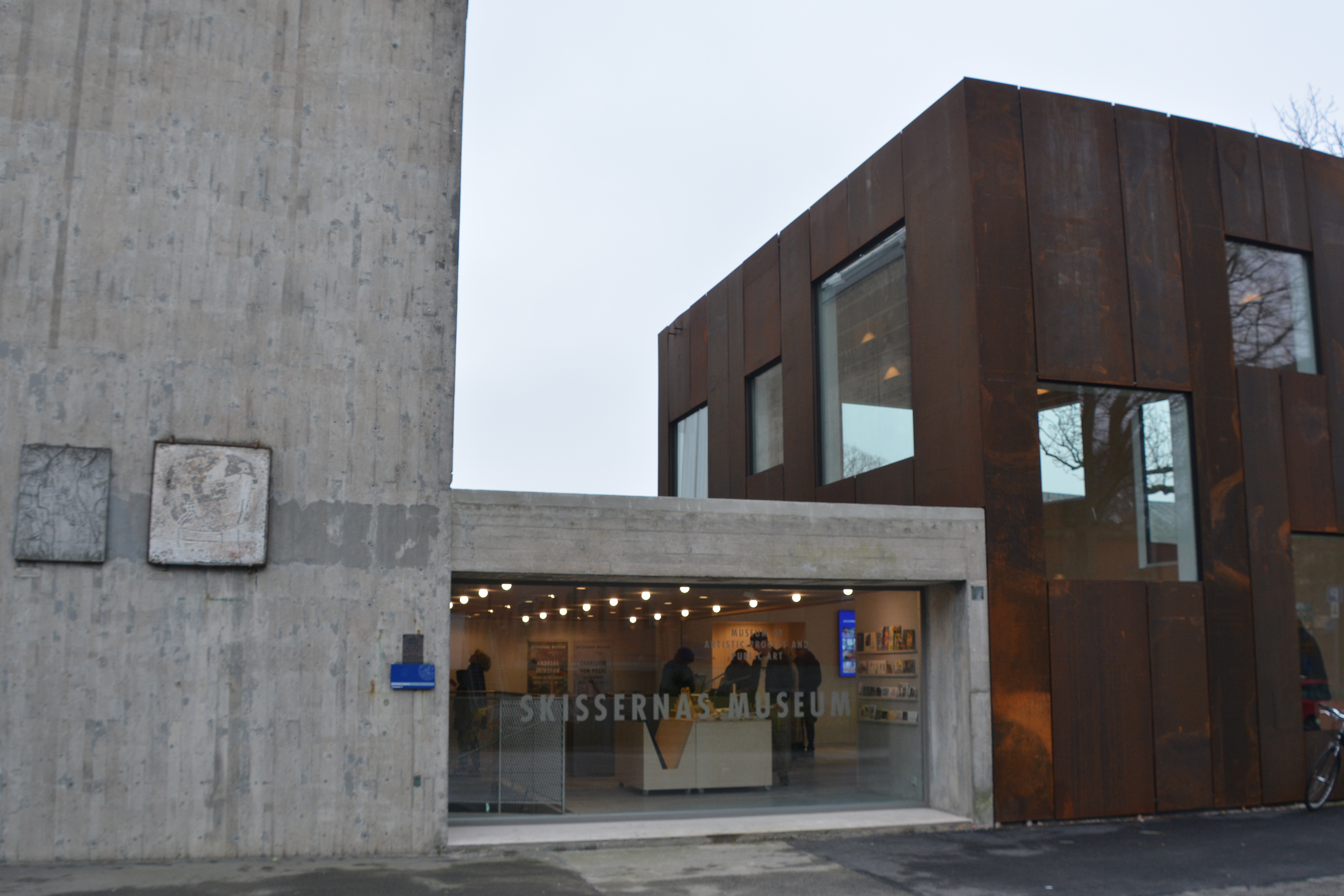
Utbyggnad mot Finngatan, 2017
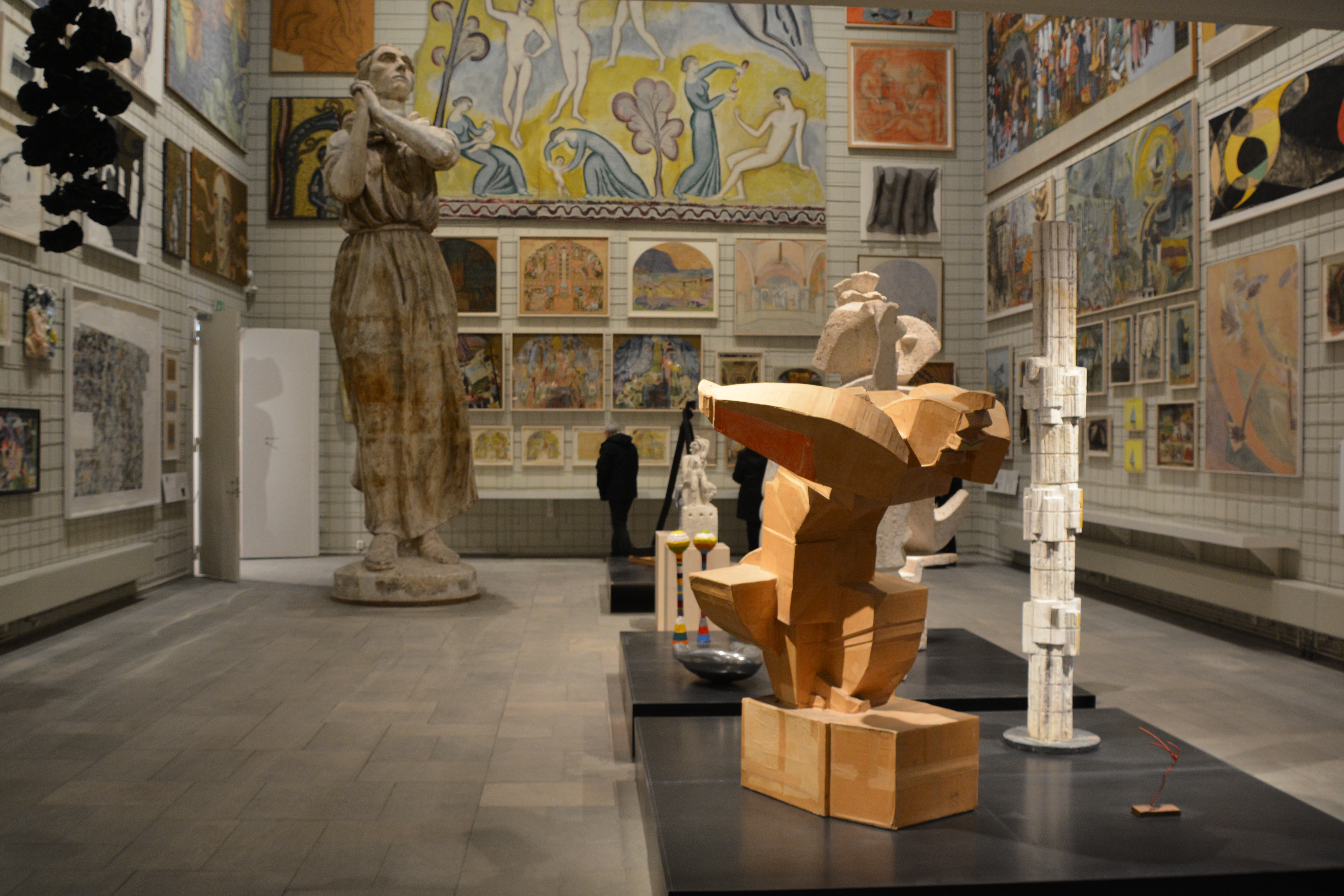
Svenska salen
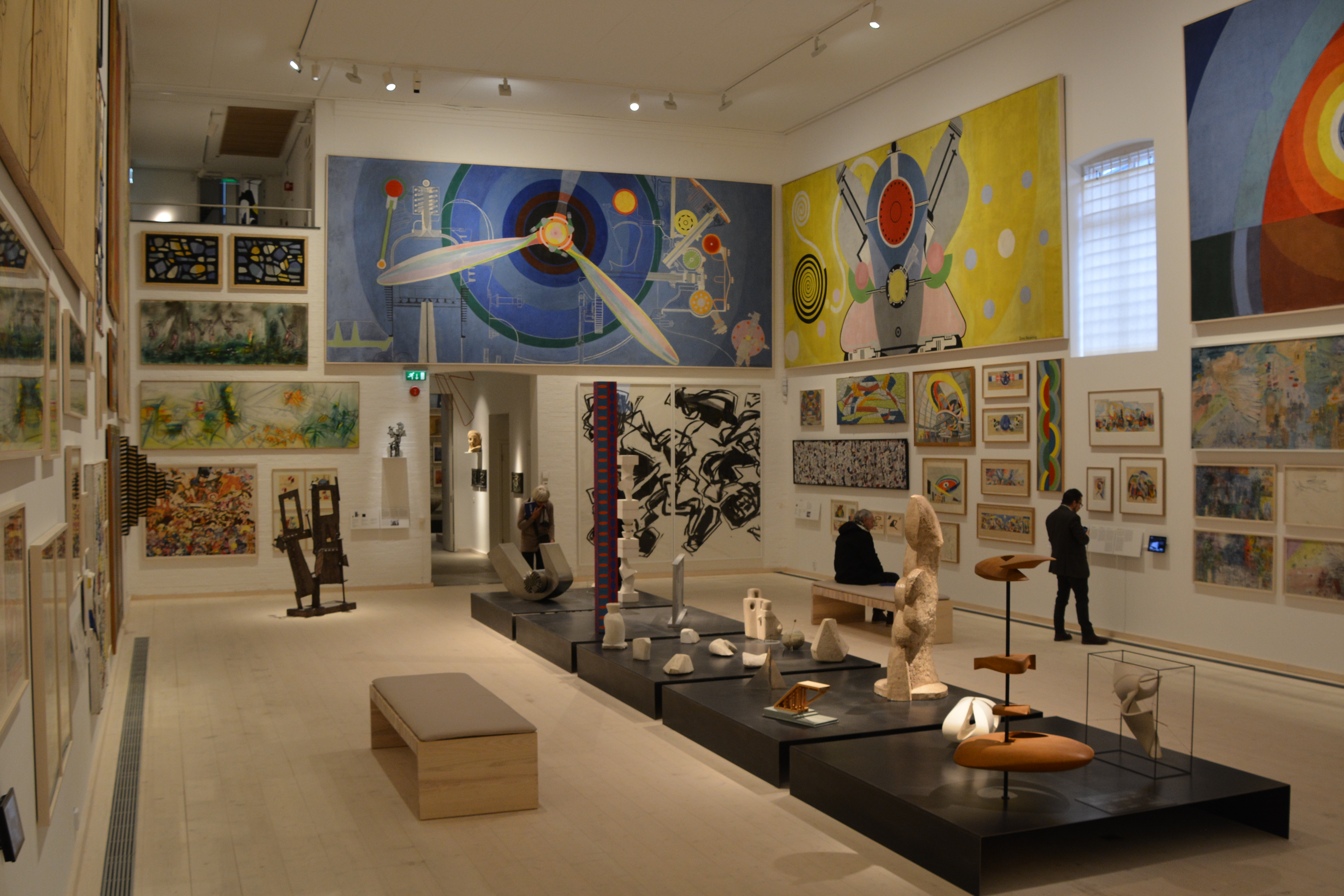
Internationella salen
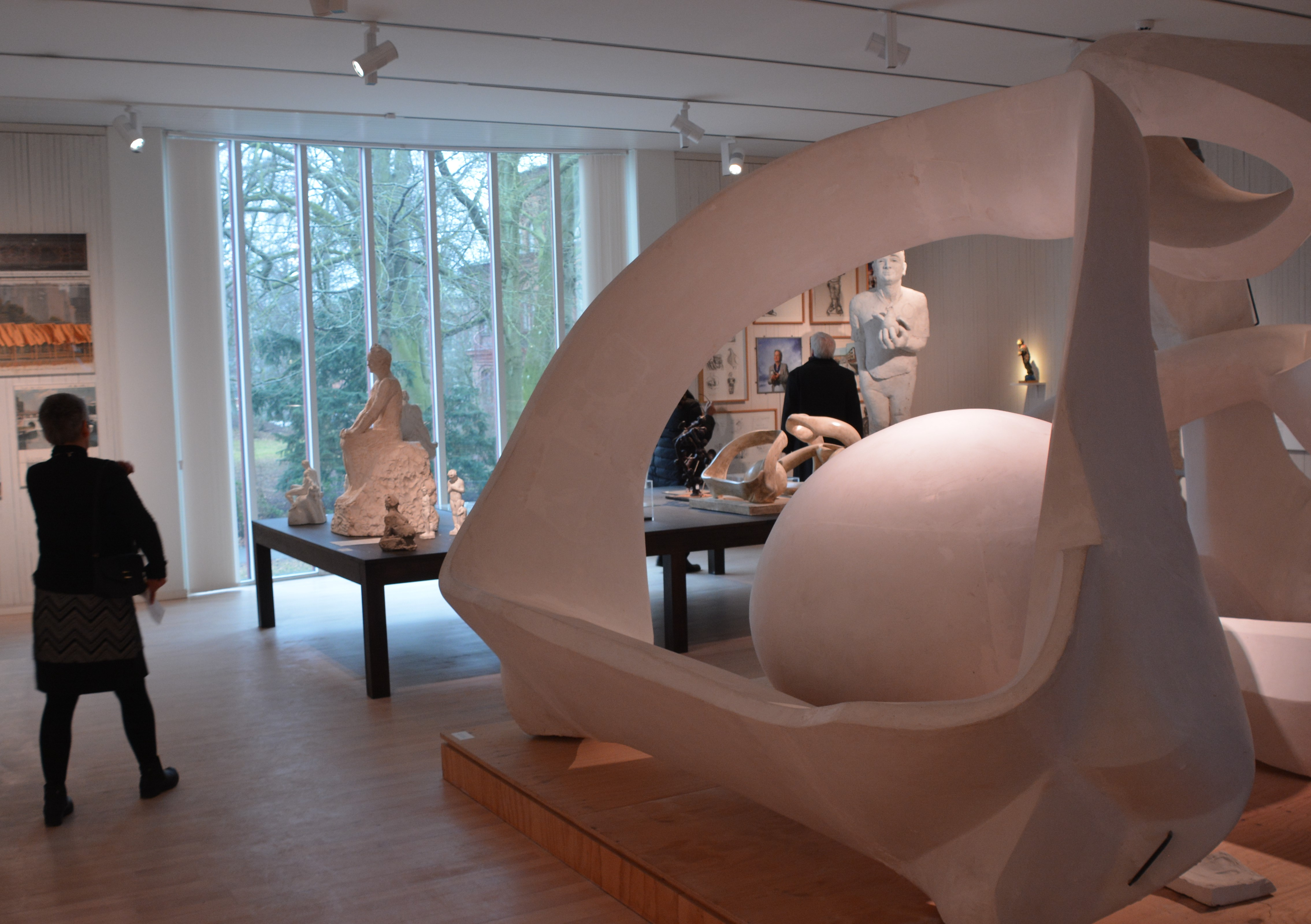
Salen för konstverkens födelse
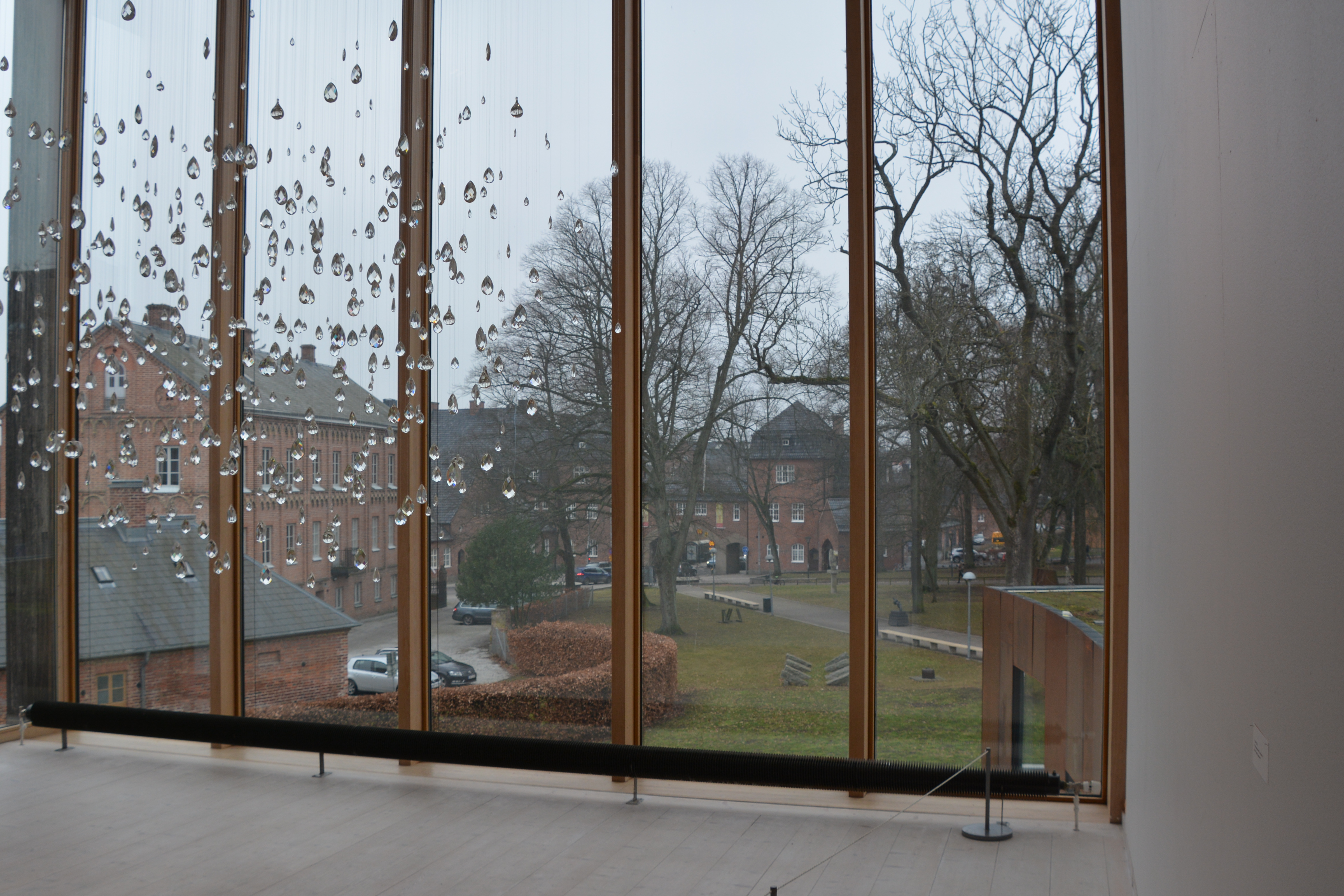
Sal för tillfälliga utställningar i Johan Celsings tillbyggnad, med fönster mot parken
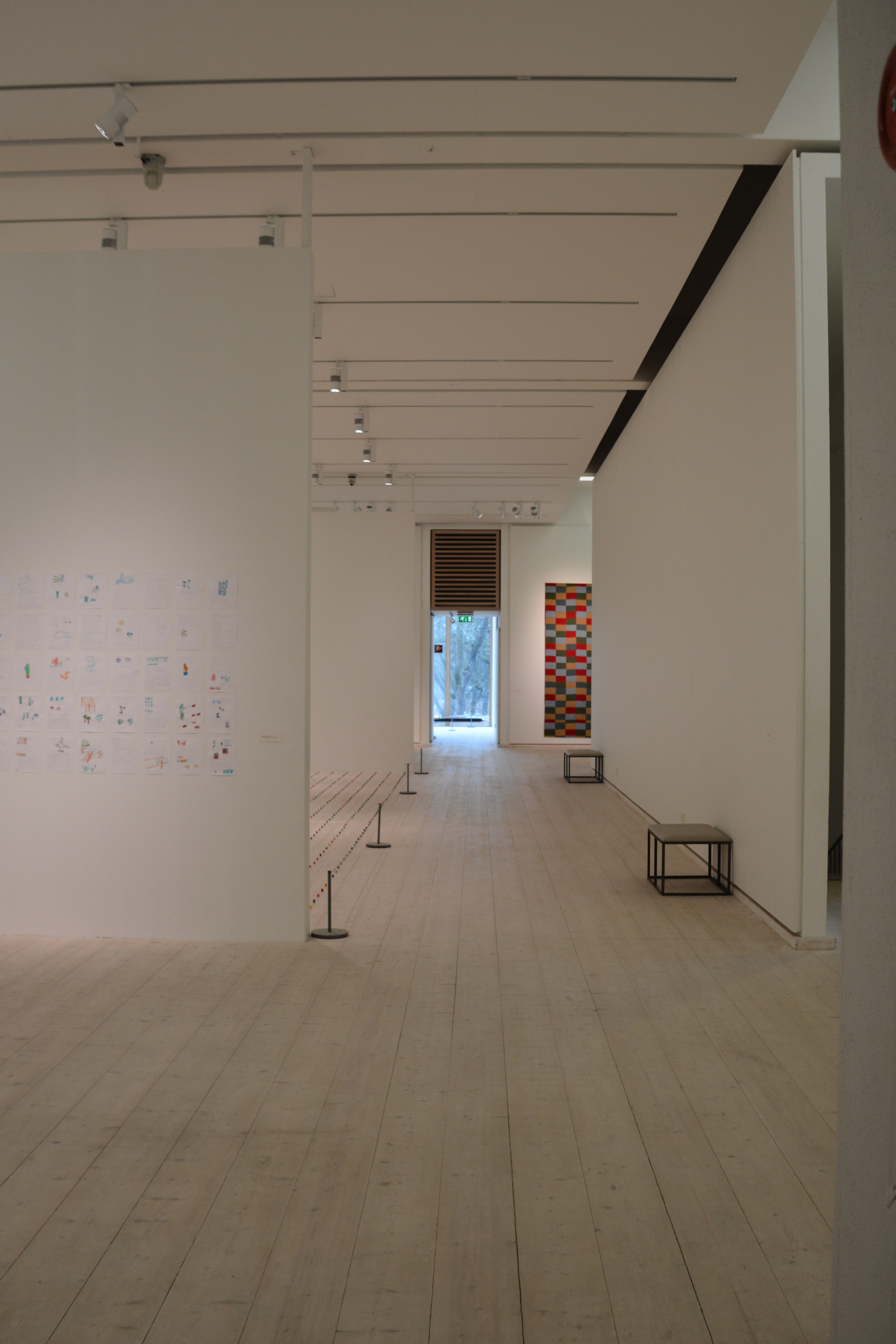
Gallerierna för tillfälliga utställningar
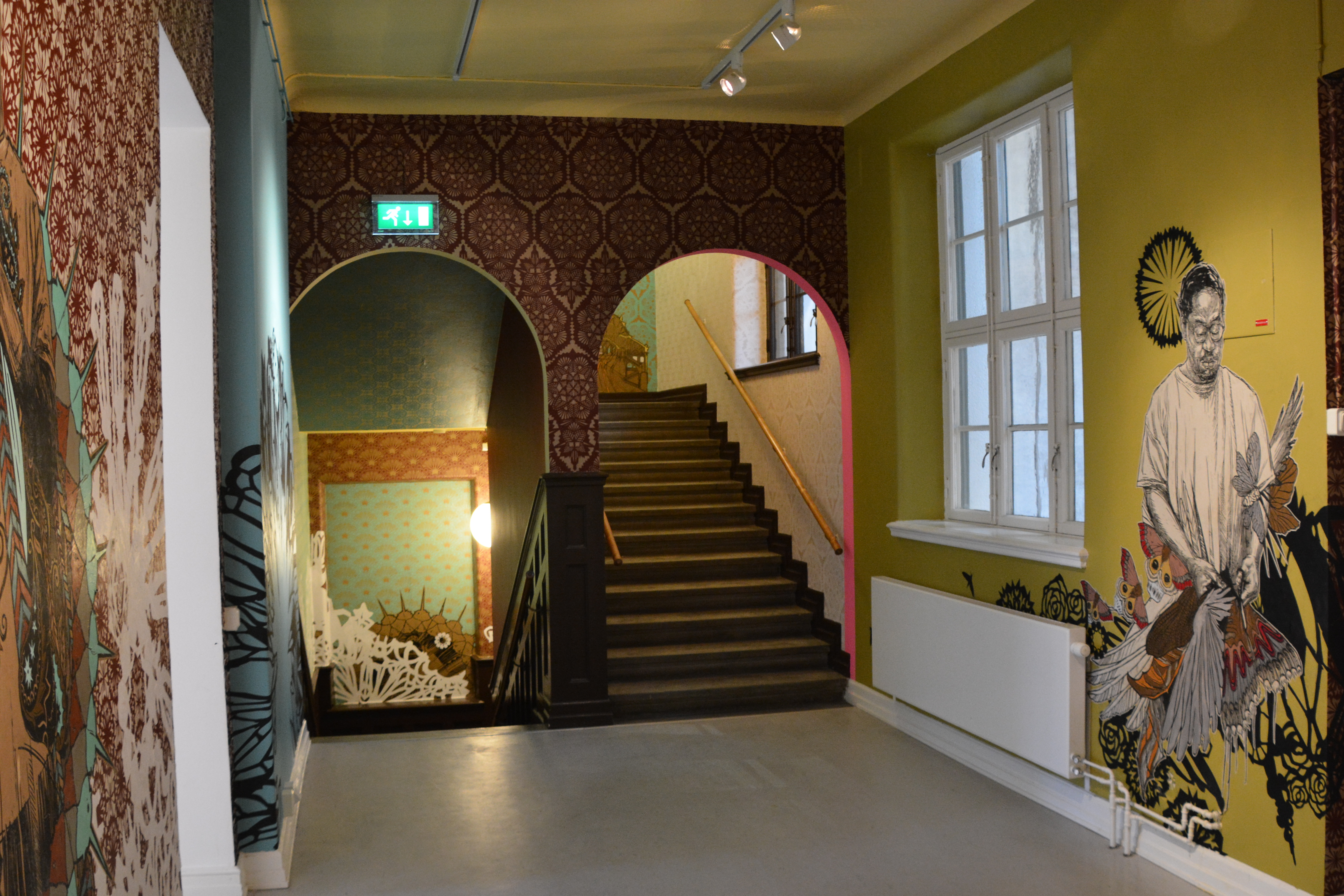
Trapphallen i gamla skolhuset med verk ur den Mexikanska samlingen
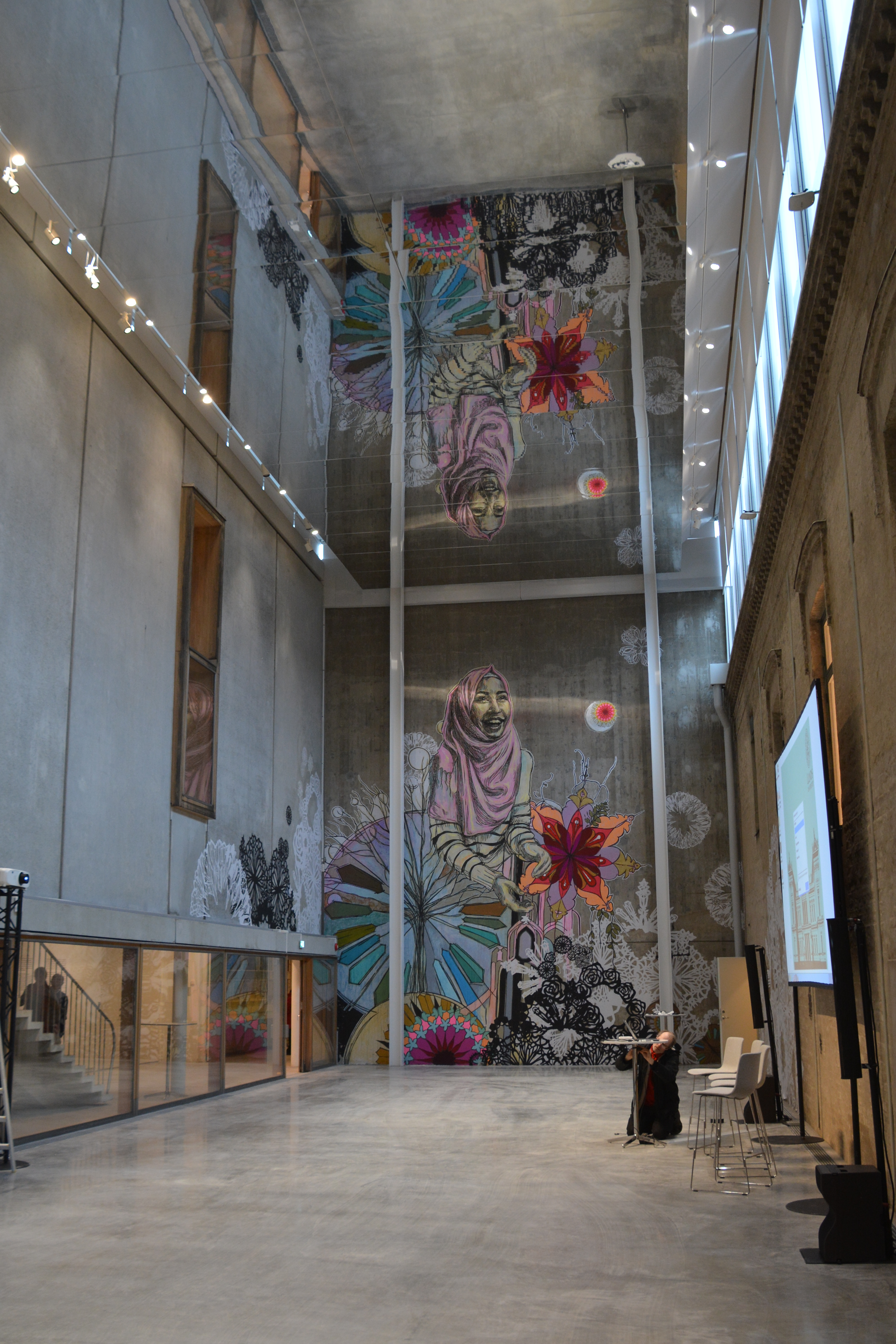
Birgit Rausings sal
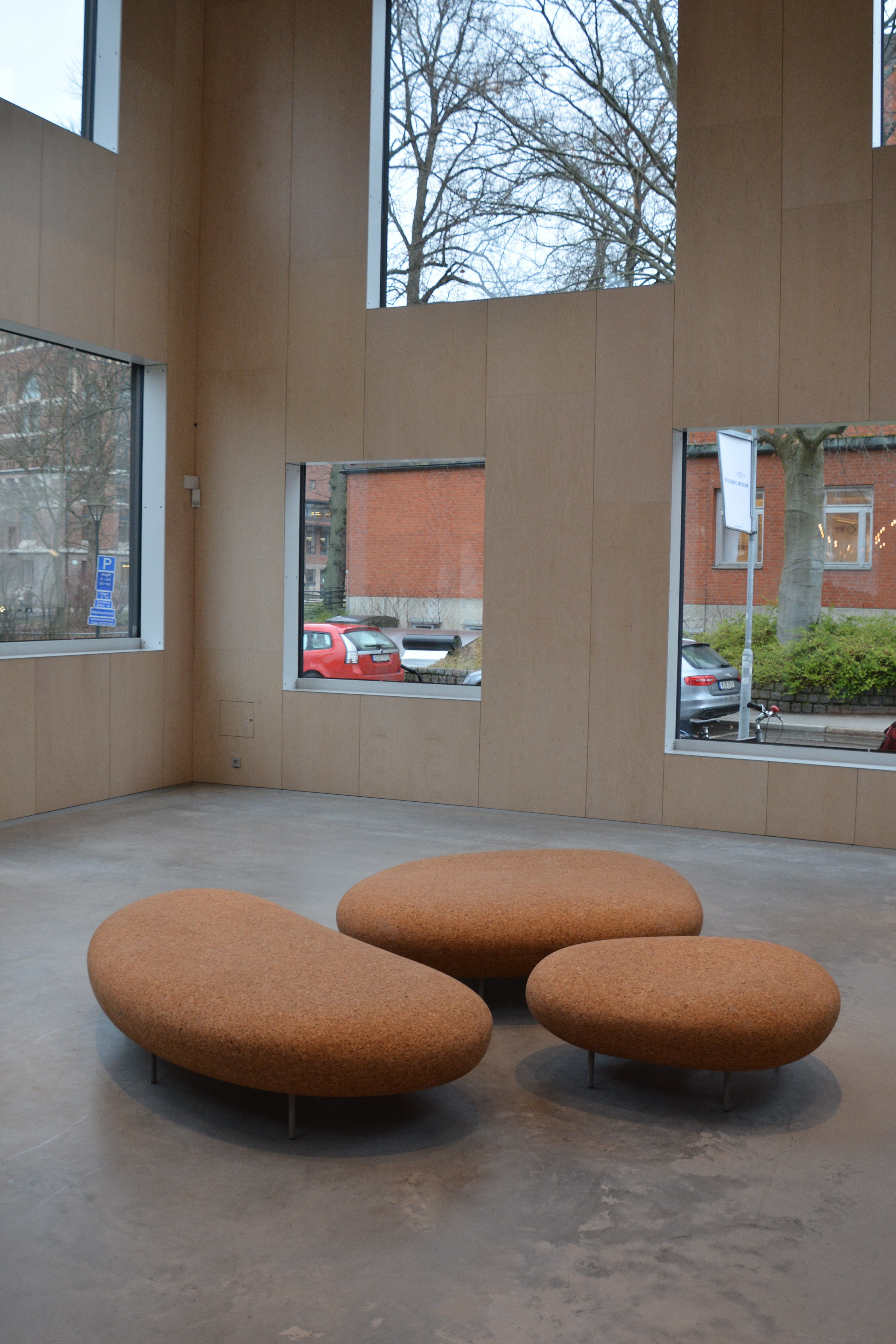
Foajén med sittplatser, formgivna av Elding Oscarson